# Open eBook
L'Open eBook (o OeB) è un formato standard creato dall'ente no profit OeBF (Open eBook Forum) del quale fanno parte diversi centri di ricerca, aziende e università. Nel 2009 si è evoluto nel formato Epub.
L'OeB è uno standard aperto e non proprietario nato dalla necessità di avere delle regole comuni per la realizzazione di eBook che forniscano funzioni avanzate di impaginazione e catalogazione e che soprattutto siano disponibili per il maggior numero possibile di piattaforme hardware e software.
Il formato OeB deriva dall'XML; supporta quindi i fogli di stile e utilizza i metadati dello standard Dublin Core (standard di descrizione e catalogazione delle risorse in formato elettronico).
Le specifiche di questo formato attualmente giunto alla versione 1.2 sono chiamate Open eBook Publication Structure (OeBPS).
Un tipico eBook in formato OeB è composto da vari file (HTML, CSS, immagini) collegati fra di loro da un file XML detto package avente estensione .opf.
Tra i vari eBook reader compatibili col formato OeB, il più promettente sembra essere OpenBerg Lector (attualmente in fase di sviluppo).